# Rougequeue de Przewalski
Phoenicurus alaschanicus
Espèce
Statut de conservation UICN

 NT  : Quasi menacé
Le Rougequeue de Przewalski (Phoenicurus alaschanicus) est une espèce d'oiseaux de la famille des Muscicapidae.
Son nom rend homage au naturaliste, officier et explorateur polonais Nikolaï Prjevalski (1839-1888).

## Répartition
Il niche dans le centre-nord de la Chine (Qinghai, Gansu, Ningxia). En hiver, il s'observe dans les provinces du Shaanxi, du Shanxi, du Hebei et à Pékin.

## Habitat
Il habite les forêts tempérées.
Il est menacé par la perte de son habitat.